# Yoshiki Hayashi
Yoshiki Hayashi (Japans: 林 佳樹) (Tateyama, 20 november 1965), meestal afgekort tot Yoshiki, is een Japanse componist en muzikant. Hij is met name bekend van zijn werk voor de populaire band X Japan. Voor deze band schreef hij het grootste gedeelte van de muziek, en bespeelde de drums en piano. Op het moment is hij lid (en oprichter) van Violet UK. Ook is hij lid van de supergroep Skin.

## Biografie
Yoshiki vormde X Japan in 1982 samen met Toshi. Vier jaar later, in 1986, richtte hij zijn eigen platenmaatschappij op, genaamd Extasy Records, om de muziek van de band te promoten. De doorbraak van de band kwam in 1989 met het album Blue Blood. Na nog eens drie albums, en meerdere tours, ging de band uit elkaar in 1997 (tevens weer heropgericht in 2007).
Naast het werk voor X Japan, heeft hij samengewerkt met veel bekende namen, waaronder Roger Taylor (de drummer van Queen), George Martin (de producer van The Beatles) en aan het tribuut-album voor Kiss, genaamd Kiss My Ass. Als een producer heeft hij tal van Japanse bands aan een platencontract geholpen, waaronder Luna Sea.
Na het opbreken van X Japan werd verwacht dat Yoshiki zich volledig zou gaan storten op Violet UK, maar een debuutalbum is al meerdere malen uitgesteld, zodat er vandaag de dag nog steeds geen album van Violet UK is. Na een klassiek concert en een dvd in 2005, is er geen grote publicatie geweest van deze band.
Yoshiki blijft daarentegen actief producer van bands als Dir en grey, en hij is ook kort lid geweest van de popgroep Globe. Op de J-Rock Revolution in zijn woonplaats Los Angeles maakte hij bekend dat hij lid is van de supergroep Skin, samen met onder anderen Gackt en Sugizo van Luna Sea. In oktober 2007 is X Japan heropgericht.